# Francisco Villota
Francisco Villota (ur. 18 listopada 1873 w Madrycie, zm. w 1949 tamże) – hiszpański sportowiec, który 14 czerwca 1900 zdobył złoty medal w pelocie na Letnich Igrzyskach Olimpijskich w Paryżu wraz z José de Amézolą.